# Big Tymers
I Big Tymers sono stati un gruppo musicale hip hop statunitense, originario della Louisiana e attivo dal 1993 al 2005.

## Storia del gruppo
Il duo era composto da Baby, cofondatore della Cash Money Records e dal produttore Mannie Fresh. Baby cambierà successivamente il suo pseudonimo in Birdman. L'album d'esordio del duo esce nel 1998 ed è rappresentato da How You Luv That, seguito a stretto giro dal Vol. 2. Nel 2000 pubblicano un disco che viene poi certificato disco di platino: si tratta di I Got That Work.
Anche il successivo Hood Rich (2002) ottiene un grande successo negli Stati Uniti, trascinato dal singolo Still Fly.
Il quinto ed ultimo album viene pubblicato nel dicembre 2003.
Nel 2005 Mannie Fresh passa alla Def Jam Recordings e lascia quindi il progetto.

## Formazione
- Baby
- Mannie Fresh

## Discografia
Album in studio
- 1997 – How You Luv That
- 1998 – How You Luv That Vol. 2
- 2000 – I Got That Work
- 2002 – Hood Rich
- 2003 – Big Money Heavyweight

Singoli
- 1998 – Big Ballin
- 1998 – Stun'N
- 2000 – Get Your Roll On
- 2000 – #1 Stunna
- 2002 – Still Fly
- 2002 – Oh Yeah!
- 2003 – This Is How We Do
- 2003 – Gangsta Girl
- 2004 – No Love
- 2018 – Designer Caskets